# Perispasta caeculalis
Perispasta caeculalis är en fjärilsart som beskrevs av Zeller 1875. Perispasta caeculalis ingår i släktet Perispasta och familjen Crambidae. Inga underarter finns listade i Catalogue of Life.